# Caccia al leone di Assurbanipal

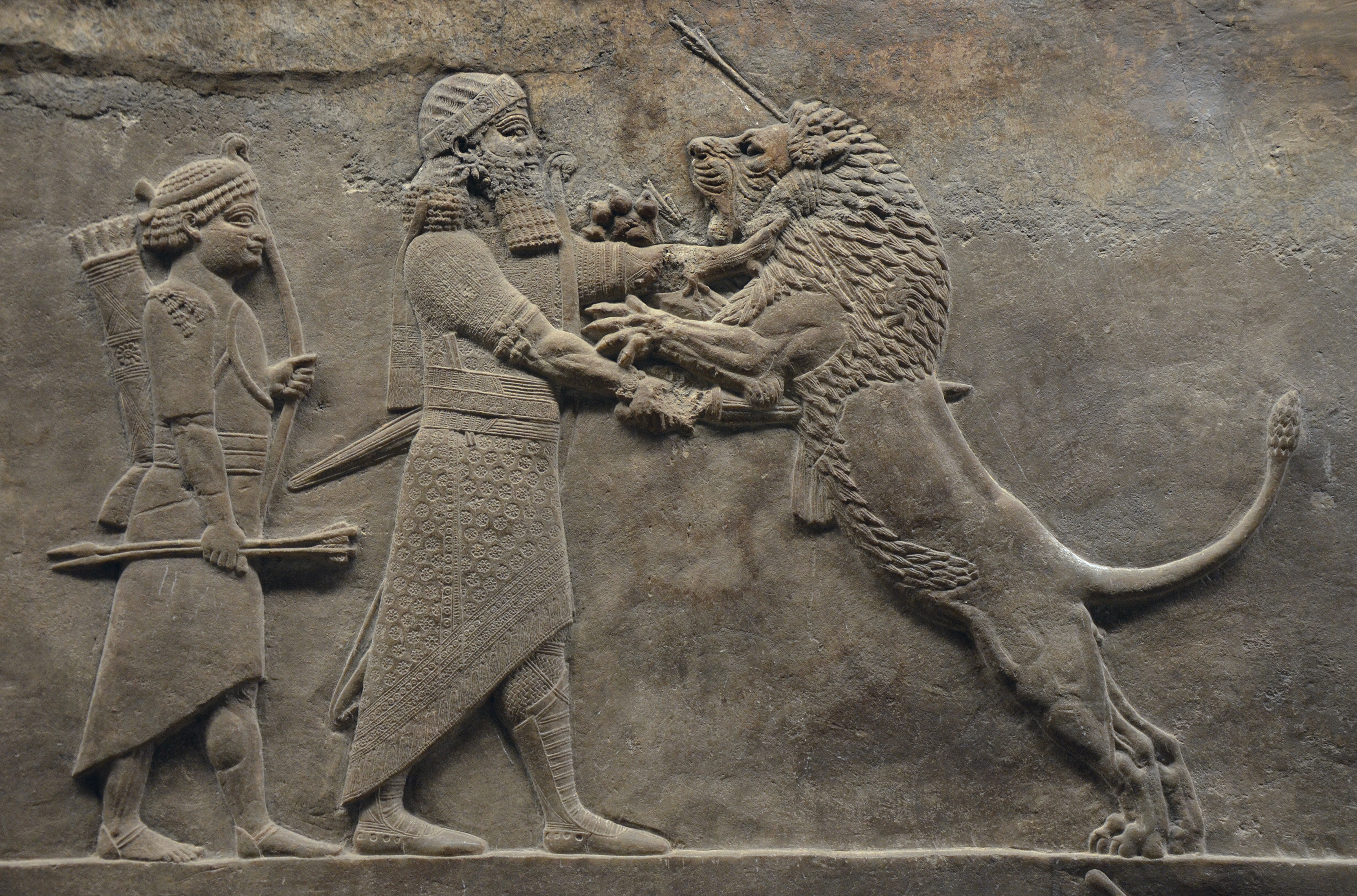
Assurbanipal uccide un leone con la spada - La caccia al leone di Assurbanipal (particolare).

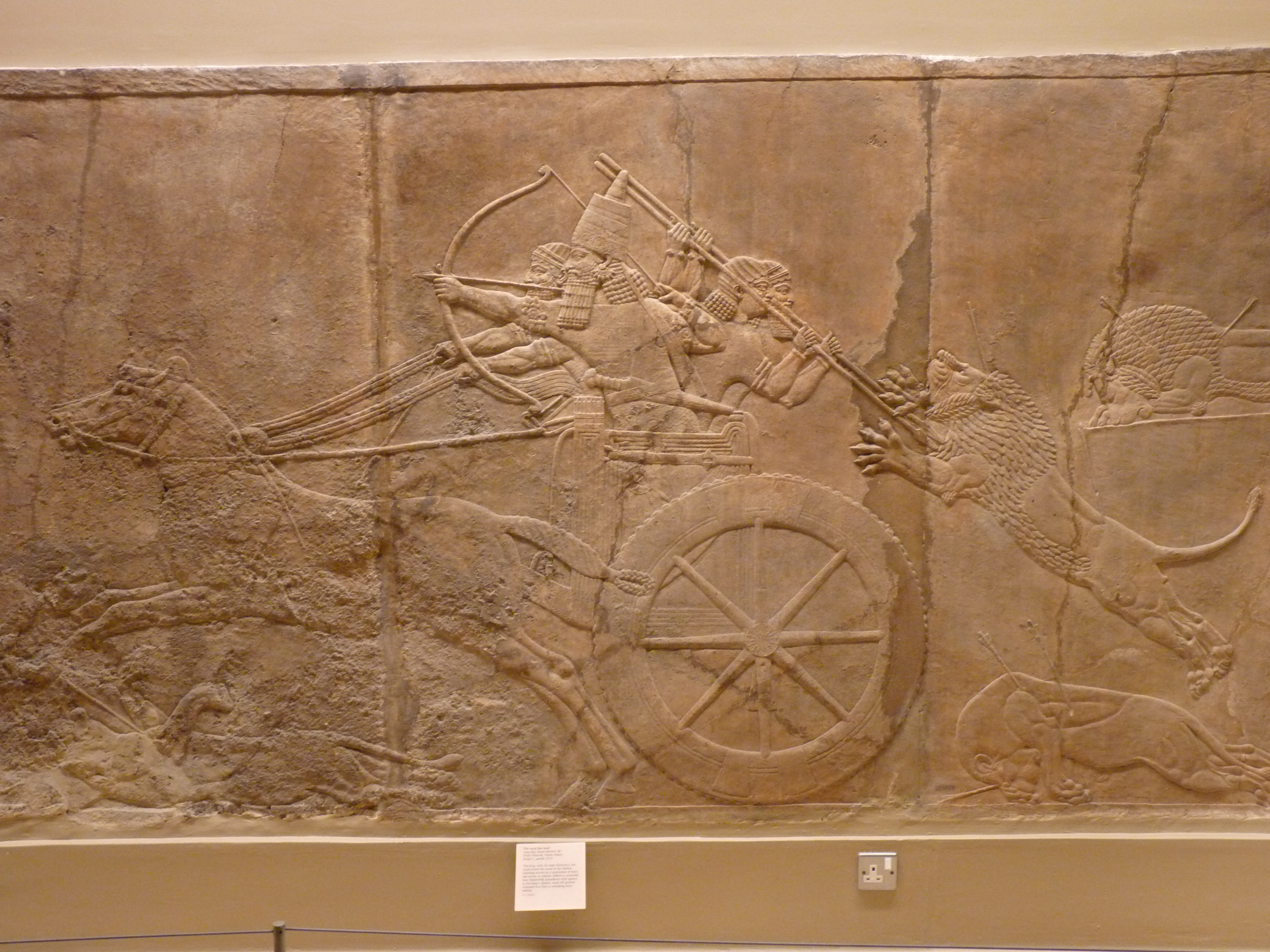
Assurbanipal scocca frecce dal suo carro, mentre i cacciatori respingono un leone che lo attacca da tergo - La caccia al leone di Assurbanipal (particolare).

La cosiddetta Caccia al leone di Assurbanipal è una famosa opera d'arte assira composta da un gruppo di rilievi, originariamente collocati nel "Palazzo Nord" di Ninive e ora esposti nella Sala 10a del British Museum, considerati nel loro insieme uno dei capolavori della produzione artistica di questo popolo mesopotamico. Le sculture mostrano diverse scene di una caccia organizzata all'interno di un'arena nella quale il re Assurbanipal (regno 668-631 a.C.) massacra con frecce, lancia o spada dei leoni aizzati contro di lui dai servitori. Questo gruppo scultoreo fu realizzato tra il 645 e il 635 a.C. e disposto in diverse zone del palazzo imperiale. Probabilmente, in origine i rilievi erano dipinti e concorrevano al generale arredamento a colori vivaci del complesso palaziale.
Le lastre o ortostati del Palazzo Nord furono scavati da Hormuzd Rassam nel 1852-54 e da William Loftus nel 1854-55 e la maggior parte fu inviata al British Museum ove sono stati sin da allora apprezzati dal pubblico quanto dagli storici dell'arte. Il realismo dei leoni è sempre stato elogiato, anche se il pathos che gli spettatori moderni tendono a sentire forse non faceva parte della risposta psicologica assira all'opera. Le figure umane sono per lo più viste in pose formali, di profilo (spec. il re che ricorre in tutte le scene) mentre i leoni sono raffigurati in una grande varietà di pose, vivi, morenti e morti.
Le incisioni risalgono all'ultimo periodo di produzione dell'arte assira e, nella fattispecie, al termine dei 250 anni di produzione che videro la realizzazione dei rilievi dei palazzi reali assiri, e ne mostrano la forma più raffinata. Assurbanipal fu infatti l'ultimo grande re assiro e dopo la fine del suo regno l'impero neo-assiro collassò in una spirale di guerre civili e invasioni straniere. Nel 612 a.C., forse appena 25 anni dopo la creazione della Caccia al leone, l'impero era caduto a pezzi e Ninive fu saccheggiata e bruciata.

## La caccia al leone degli Assiri

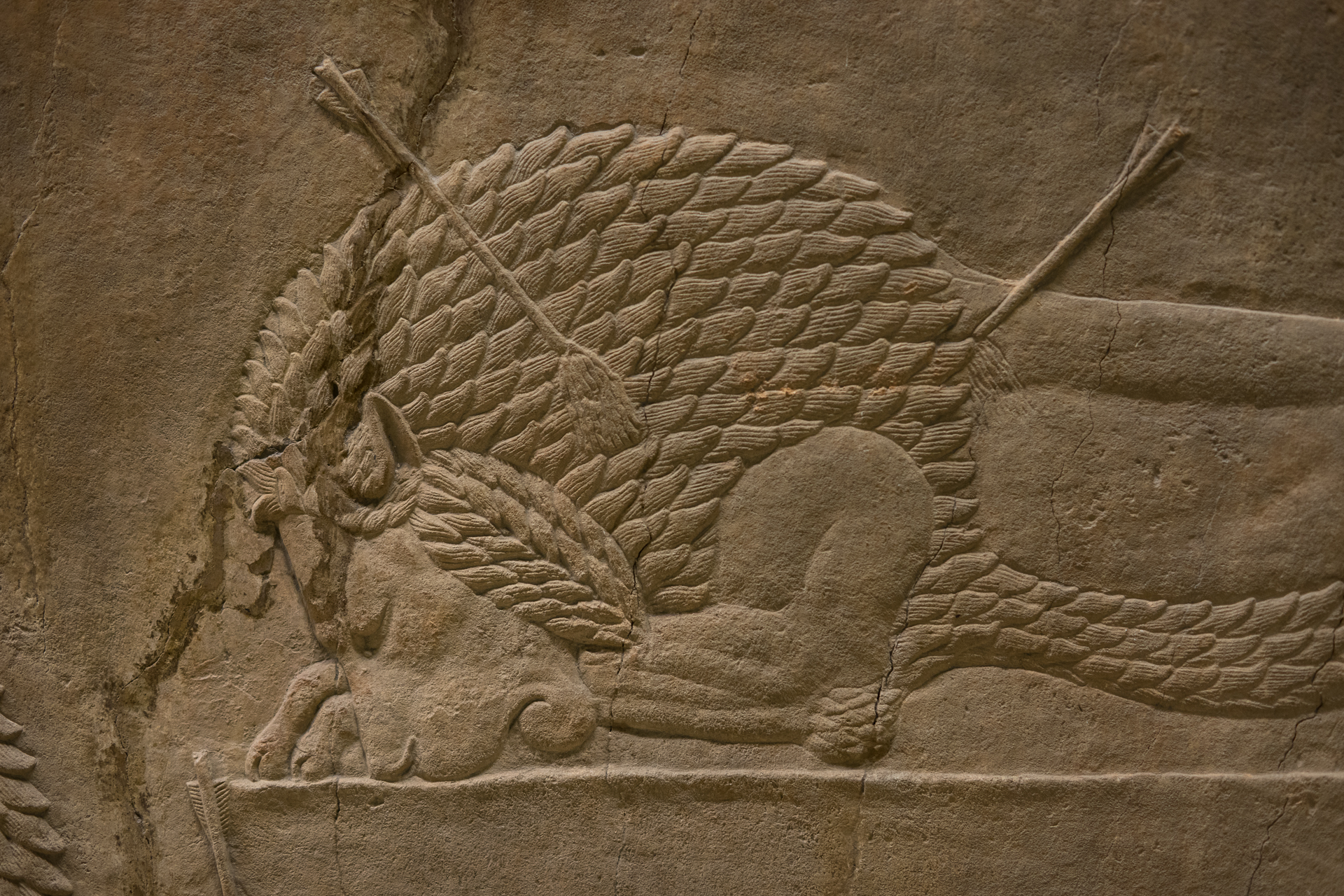
Leone ucciso dalle frecce - La caccia al leone di Assurbanipal (particolare)

Già da un millennio circa prima della realizzazione di questi rilievi, l'uccisione dei leoni era diventata, in Mesopotamia, appannaggio dei reali e spesso i re venivano raffigurati mentre lo facevano. Una lettera superstite su una tavoletta di argilla riporta che quando un leone entrava in una casa nelle province, doveva essere intrappolato e portato in barca dal re. Potrebbe esserci stata una dimensione religiosa in quest'attività, suggerita dal rilievo nel quale Assurbanipal versa una libagione sui corpi raccolti dei leoni morti, forse con intento apotropaico. 
Nell'insieme, questa "caccia reale al leone" era concepita come le successive venationes dell'Antica Roma: in uno spazio artificiale, un'arena, si simulava la battuta di caccia che veniva in realtà gestita come una corrida. I leoni, in gabbia, venivano liberati in uno spazio circoscritto da soldati assiri dotati di alti scudi e lance che fungevano ad un tempo da guardiani e da battitori. I rilievi mostrano anche alcuni attendenti con mastini alla catena per meglio controllare le fiere. I leoni venivano spinti incontro al re ed ai suoi aiutanti (soldati armati di tutto punto con spade, archi e lance) e debitamente fiaccati. All'atto pratico, l'uccisione del leone poteva avvenire in tre modi, come ben esemplificato nei rilievi di Assurbanipal: con arco e frecce, con la lancia o con la spada. Nei primi due casi, il cacciatore era montato: a cavallo o su di un carro da guerra. Il ricorso alle frecce poteva non essere risolutivo: i rilievi mostrano chiaramente leoni che, pur infilzati da frecce, caricano il re e ne vengono allontanati dalle guardie armate di lancia. L'uccisione del leone con la spada avveniva invece in un corpo-a-corpo, a piedi. Pratica certamente più rischiosa, non era impresa impossibile. Sembra probabile che, come in tempi relativamente recenti, "l'uccisore di leoni si avvolgeva il braccio sinistro con un'enorme quantità di filo di pelo di capra o stoffa da tenda" e se ne serviva per provocare e distrarre il leone mentre lo trafiggeva con la spada. Il manicotto difensivo non è mai raffigurata sui rilievi assiri che mostrano invece il re in posa eroica mentre afferra con la sinistra il leone per la criniera e gli trapassa il cuore con la spada impugnata nella destra.
Un precedente re assiro, Assurnasirpal II (regno 883-859 a.C.), aveva già commissionato rilievi di una caccia al leone nel suo palazzo a Nimrud circa 200 anni prima di Assurbanipal. In iscrizioni del 865 a.C. circa, si vantò che "gli dei Ninurta e Nergal, che amano il mio sacerdozio, mi hanno dato gli animali selvaggi delle pianure, ordinandomi di cacciare. 30 elefanti ho intrappolato e ucciso; 257 grandi tori selvaggi ho abbattuto con le mie armi, attaccando dal mio carro; 370 grandi leoni ho ucciso con lance da caccia". Ashurnasirpal viene mostrato mentre scocca frecce ai leoni dal suo carro, quindi forse questa era una caccia più convenzionale, in aperta campagna (o una simulazione di caccia effettuata nell'arena).
Nei rilievi successivi i leoni catturati vengono rilasciati in uno spazio chiuso, formato da soldati che erigono un muro di scudi dirottando verso il bersaglio prestabilito la belva. Alcuni vengono mostrati mentre vengono rilasciati da casse di legno da un inserviente che, al sicuro in una cassa più piccola posta sopra quella della fiera, ne solleva il cancello.
A volte i leoni erano direttamente allevati in cattività dagli Assiri. Sempre Ashurnasirpal II, in un'iscrizione, afferma: "Con cuore feroce ho catturato 15 leoni dalle montagne e dalle foreste. Ho portato via 50 cuccioli di leone. Li ho radunati in Kalhu e nei palazzi della mia terra in gabbie. Ho allevato i loro cuccioli in gran numero."
Nonostante la caccia, i leoni mesopotamici sopravvissero nel deserto, fino al 1918.

## Descrizione e collocazione originaria
Ci sono circa due dozzine di scene di caccia al leone registrate nei rilievi dei palazzi assiri la maggior parte delle quali offre al soggetto un trattamento molto più breve di quanto fanno i rilievi di Assurbanipal. I palazzi neo-assiri erano ampiamente decorati da rilievi: bassorilievi su lastre per lo più di alabastro di gesso, materiale abbondante nel nord dell'Iraq. I rilievi raffigurano anche altri animali cacciati ma il soggetto principale per i rilievi narrativi erano sempre le campagne militari del re che commissionava le opere. Altri rilievi mostravano il re, la sua corte, il "genio alato" e le divinità protettive minori, i lamassu.
La maggior parte dei rilievi occupava le pareti di grandi sale del palazzo, spalmandosi su diverse stanze in sequenza. La Caccia al leone di Assurbanipal occupava invece diversi ambienti del Palazzo Nord: per lo più passaggi relativamente stretti che conducevano a stanze più grandi. La serie non è purtroppo completa. Alcune lastre erano anche originariamente collocate al piano superiore, anche se erano cadute al di sotto del livello del suolo quando furono rinvenute. La loro impostazione originale non era, in termini di dimensioni, molto diversa da come sono esposte oggi, anche se il soffitto era più alto. Lo stesso palazzo ha un rilievo molto meno usuale raffigurante un leone maschio e una femmina (sonnecchiante) che si rilassano in un rigoglioso giardino del palazzo: un "idillio ombroso" che forse rappresenta gli animali domestici del re.

## Le scene raffigurate

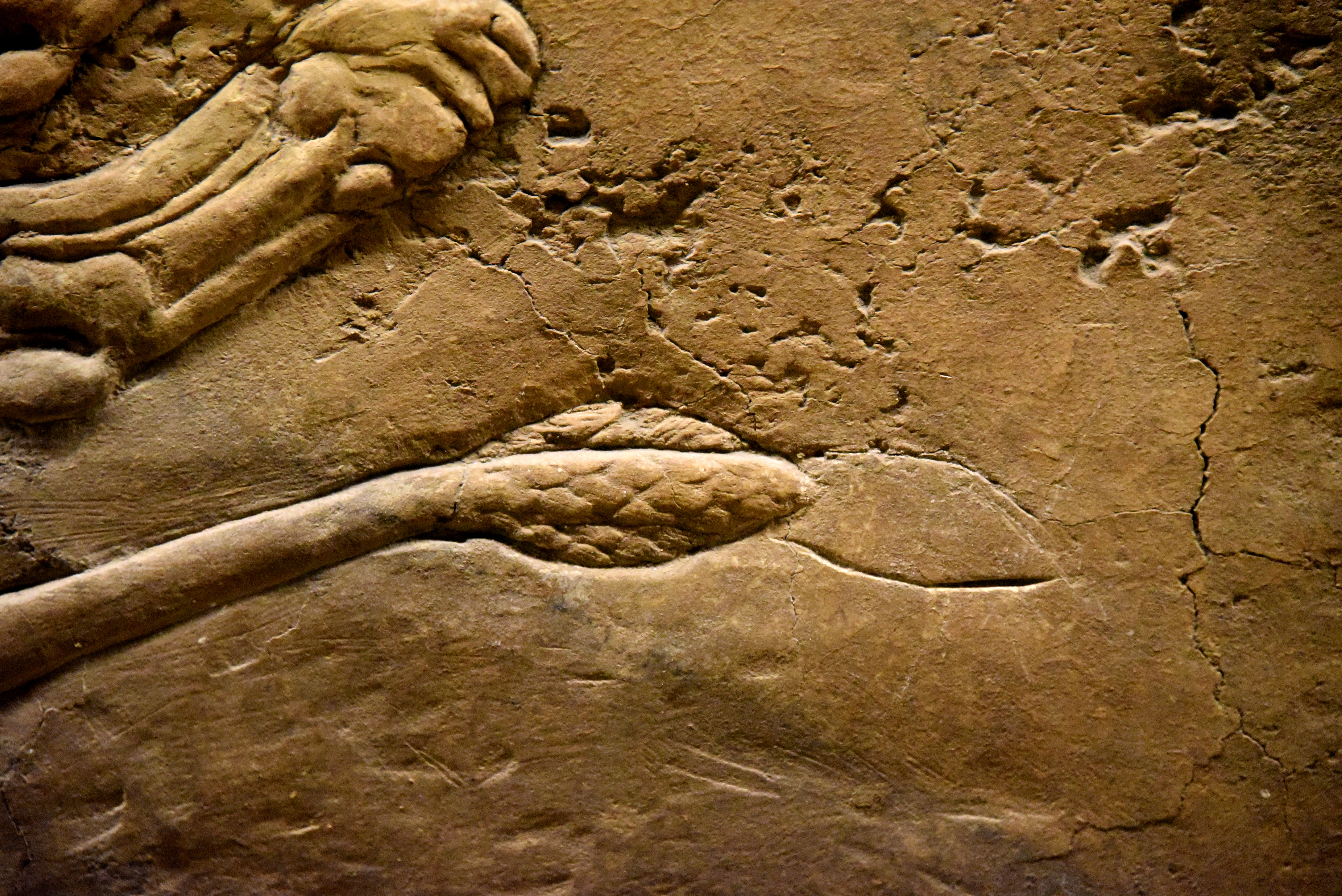
Ciuffo della coda di un leone morto, inizialmente posizionato dall'artista più a dx di quanto necessario - La caccia al leone di Assurbanipal (particolare)

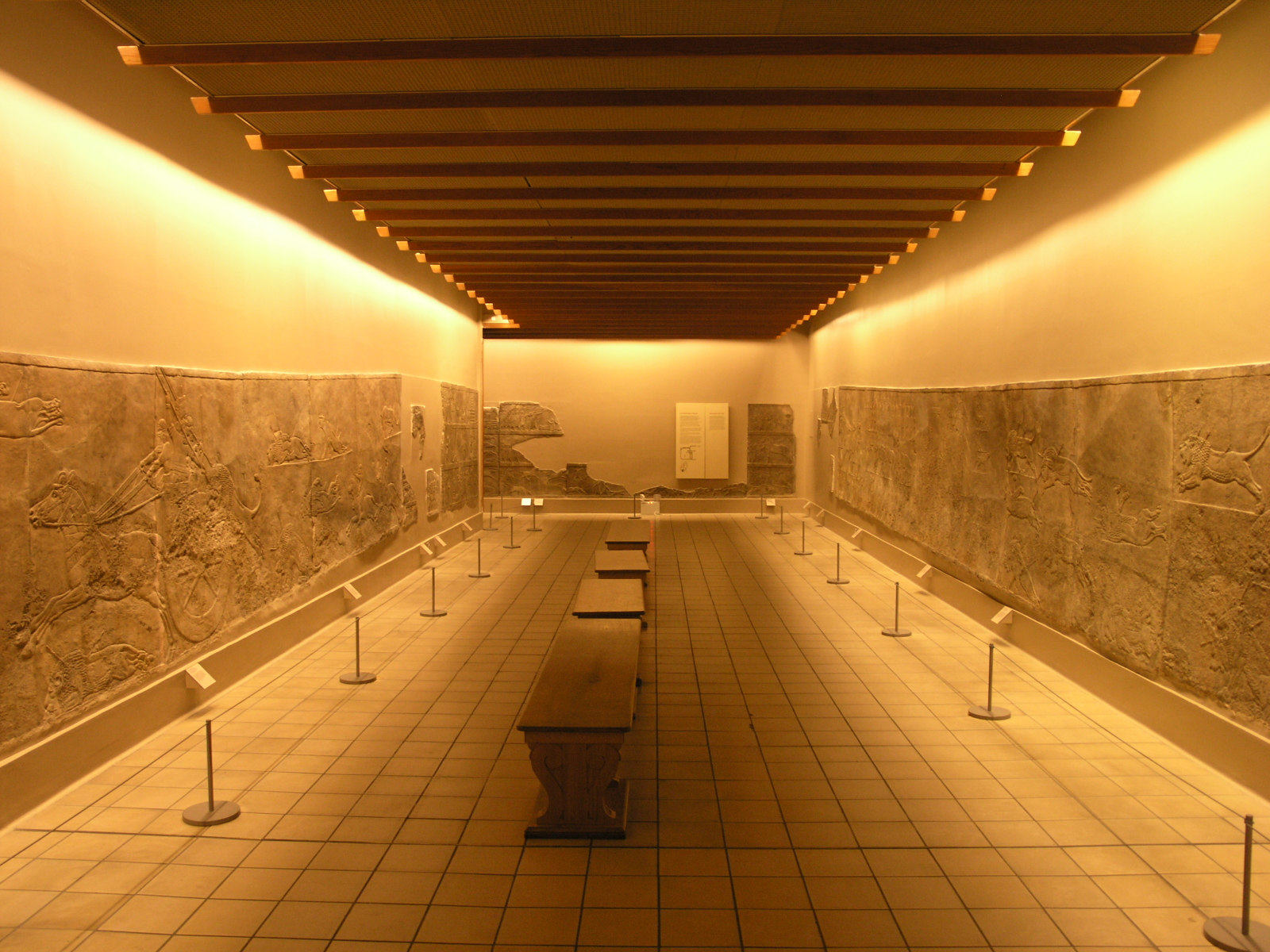
Sala 10a del British Museum. A sinistra, le scene a registro singolo meglio conservate della Caccia Le più piccole, a registro triplo, sono posizionate oltre.

Alcuni dei rilievi della caccia al leone occupano l'intera altezza della lastra e sono quindi a registro orizzontale singolo, laddove invece gli altri rilievi narrativi del palazzo, come quelli dedicati alle campagne militari, sono a doppio registro. I rilievi provenienti dal piano superiore presentano scene su tre registri. La linea del terreno è chiaramente indicata ma ad alcuni leoni vengono assegnate linee di terra individuali quando fanno parte di una scena più ampia. Oltre agli animali, raffigurati con "straordinaria sottigliezza di osservazione", sono particolarmente belle le incisioni dei dettagli del costume del re. In una fase avanzata della loro esecuzione, le code di quasi tutti i leoni nei rilievi a registro unico furono accorciate.
Le scene a registro singolo mostrano tre raffigurazioni di grandi dimensioni su un lato di un corridoio. Viene mostrata l'arena degli scudi, con una folla di persone che si arrampica su una collina boscosa per una buona visuale o si allontana da questa pericolosa attività. In cima alla collina c'è un piccolo edificio a sua volta ornato da un rilievo con scena di caccia al leone. Il re si prepara sul suo carro, i cavalli tenuti dagli stallieri. I cacciatori, con grandi mastini e lance, aspettano nell'arena qualsiasi leone che si avvicini troppo al muro di scudi. Nella scena grande con il re che caccia sul suo carro, viene mostrato un totale di 18 leoni, per lo più morti o feriti. L'altro lato del corridoio aveva scene simili con il carro reale in azione mostrato due volte.
Un altro gruppo di rilievi, alcuni originariamente collocati al piano superiore e altri in una piccola "camera-cancello privata", sono disposti in tre registri con una striscia liscia tra loro, con le figure molto più piccole. Alcune scene si ripetono, ma non esattamente, tra i due gruppi. Da qui vengono i leoni liberati dalle gabbie che caricano il re a piedi, e anche il re che versa una libagione sui corpi raccolti dei leoni morti. Alcuni di questi rilievi sono oggi conservati a Parigi, mentre altri sono ormai perduti e ne conosciamo il contenuto perché registrati tramite disegni: scene che mostrano il re a caccia di leoni e altri animali allo stato brado; gazzelle sospinte dai battitori verso il re che, nascosto in una fossa, le abbatte con l'arco; in una scena, lo stesso leone viene mostrato in tre scene ravvicinate (uscente dalla gabbia; caricante il re; balzante addosso al re) come in un moderno fumetto.

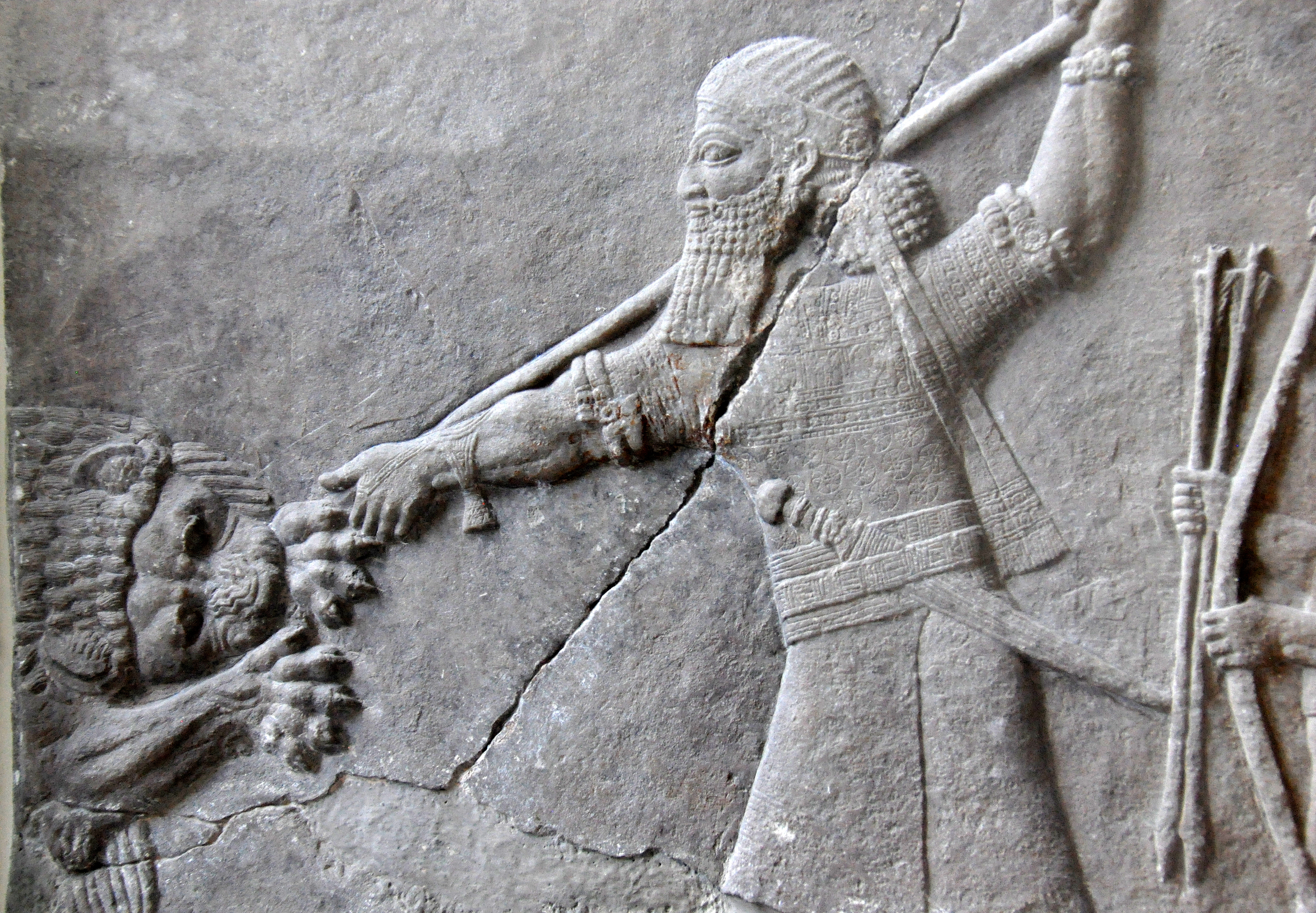
Assurbanipal trafigge un leone con la lancia dal suo carro. - rilievo conservato al Pergamon Museum
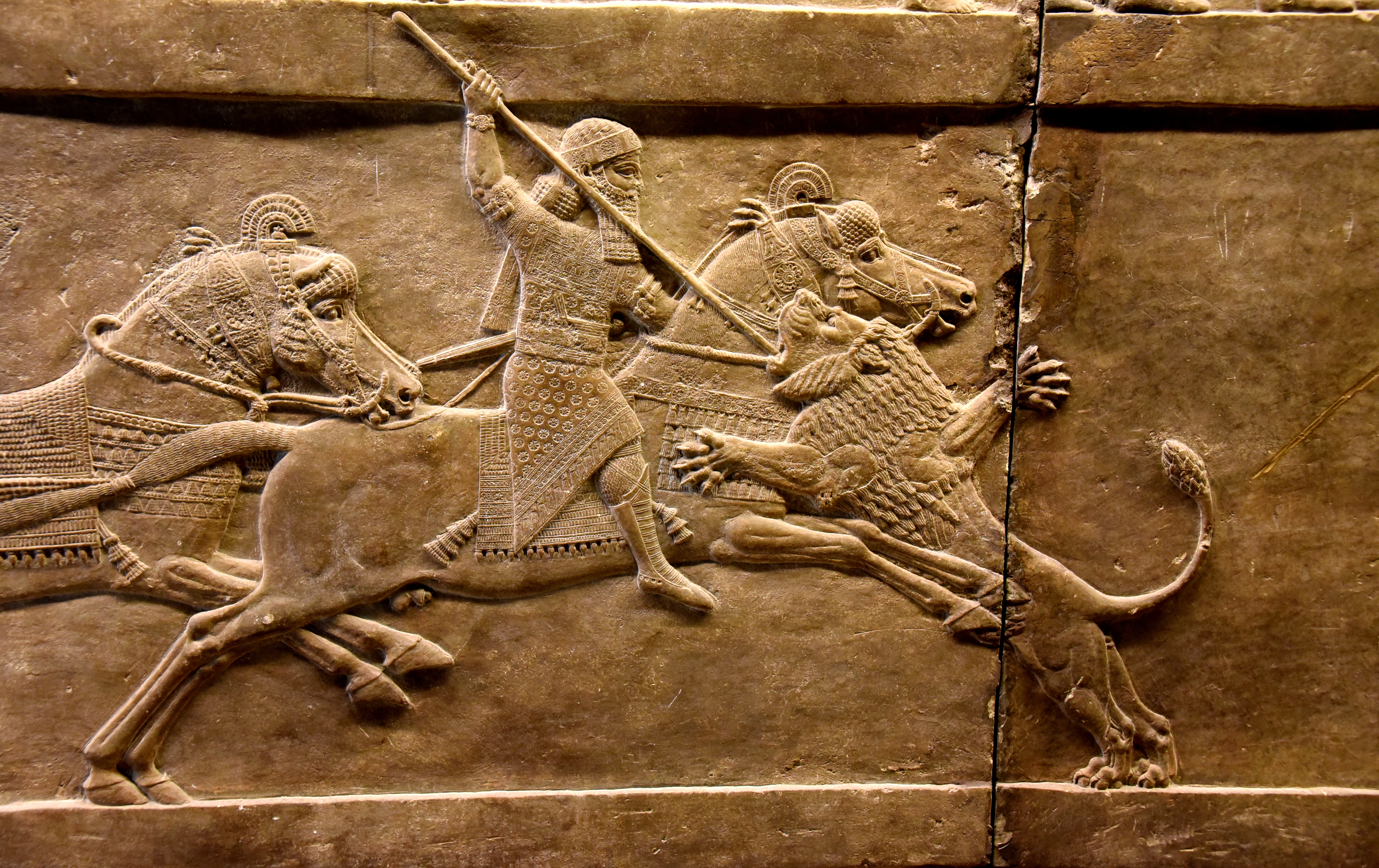
Assurbanipal trafigge un leone con la lancia dal suo cavallo.
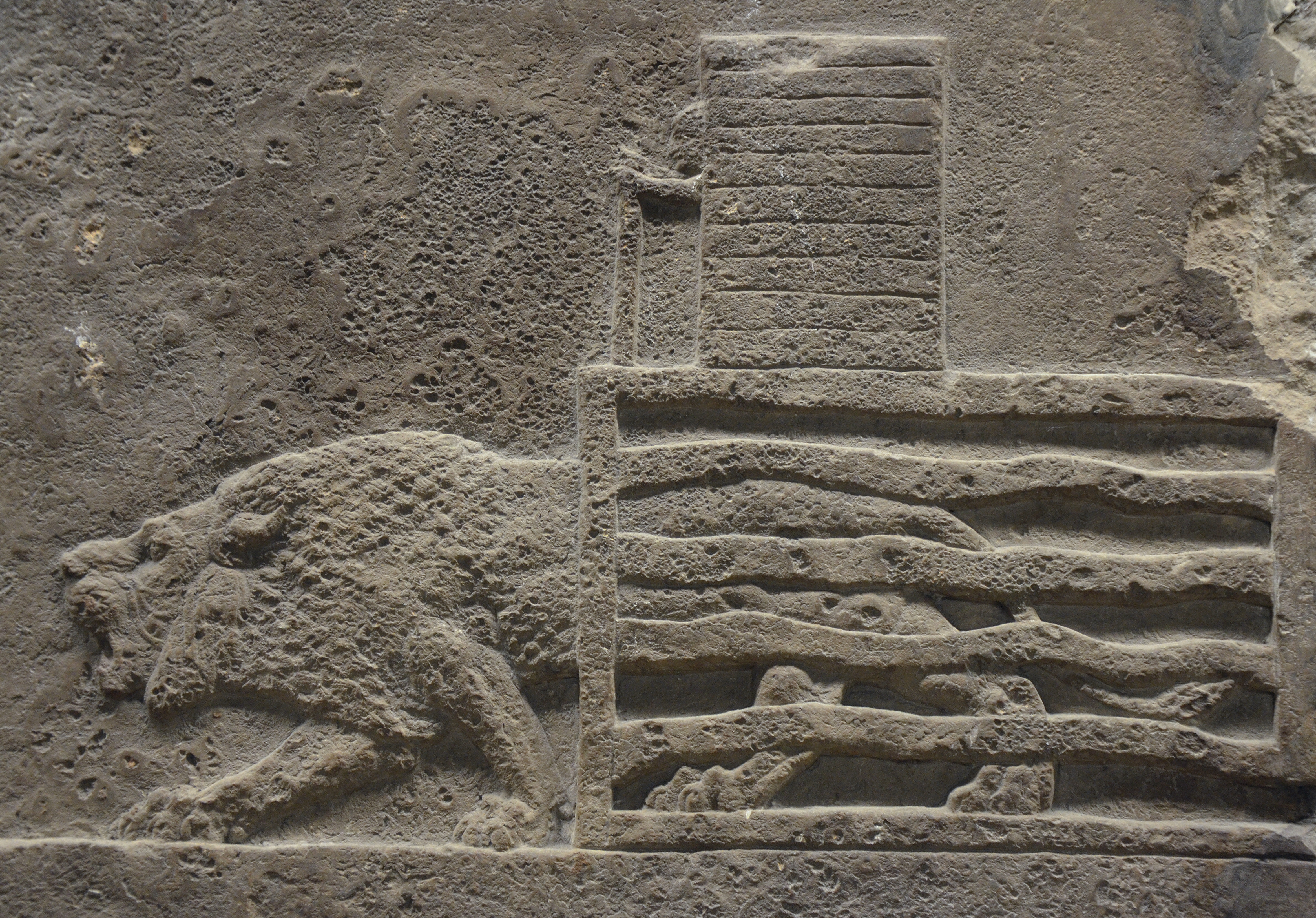
Un inserviente libera un leone dalla sua gabbia.
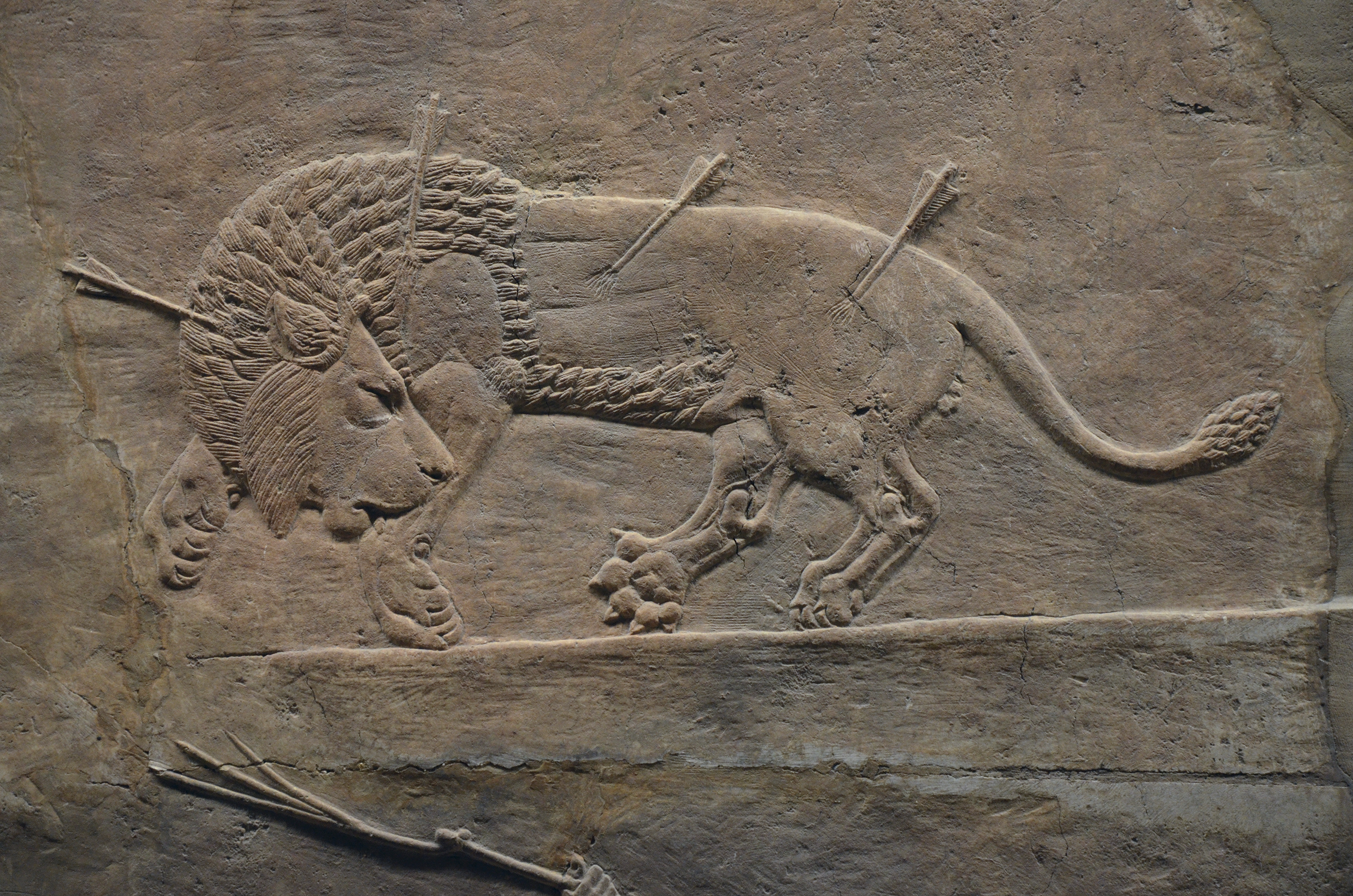
Leone ferito.
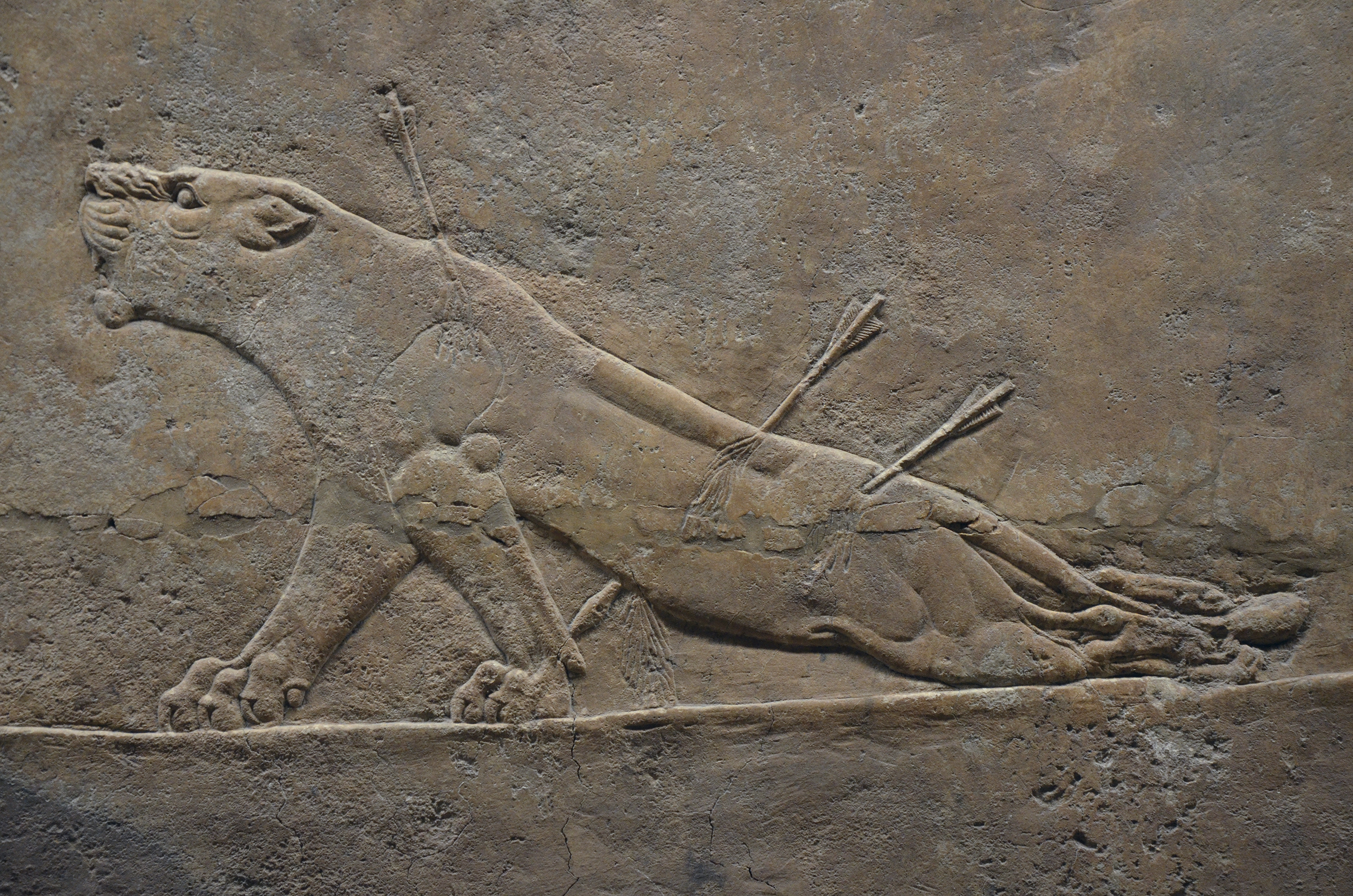
Leonessa ferita.
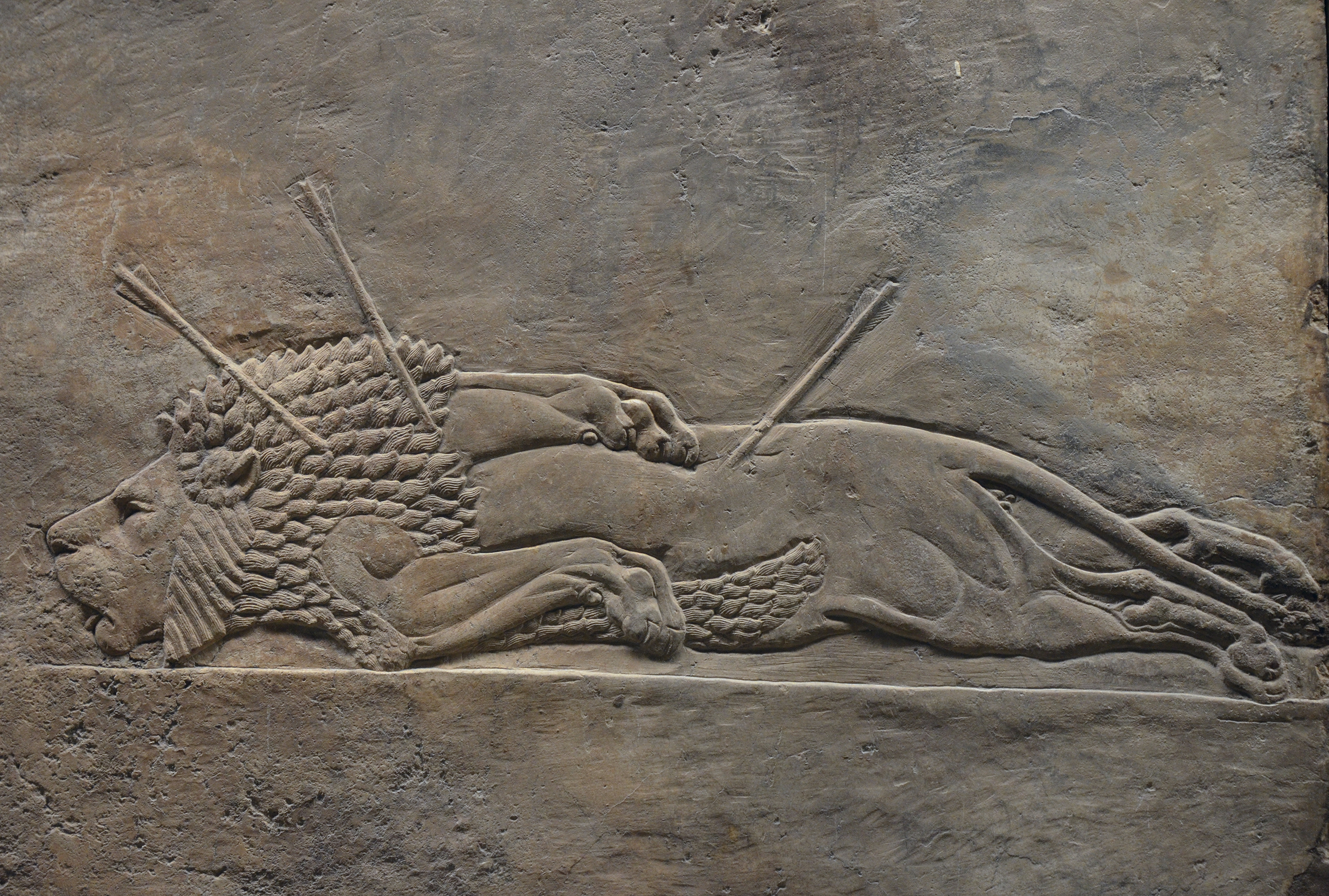
Leone morto.
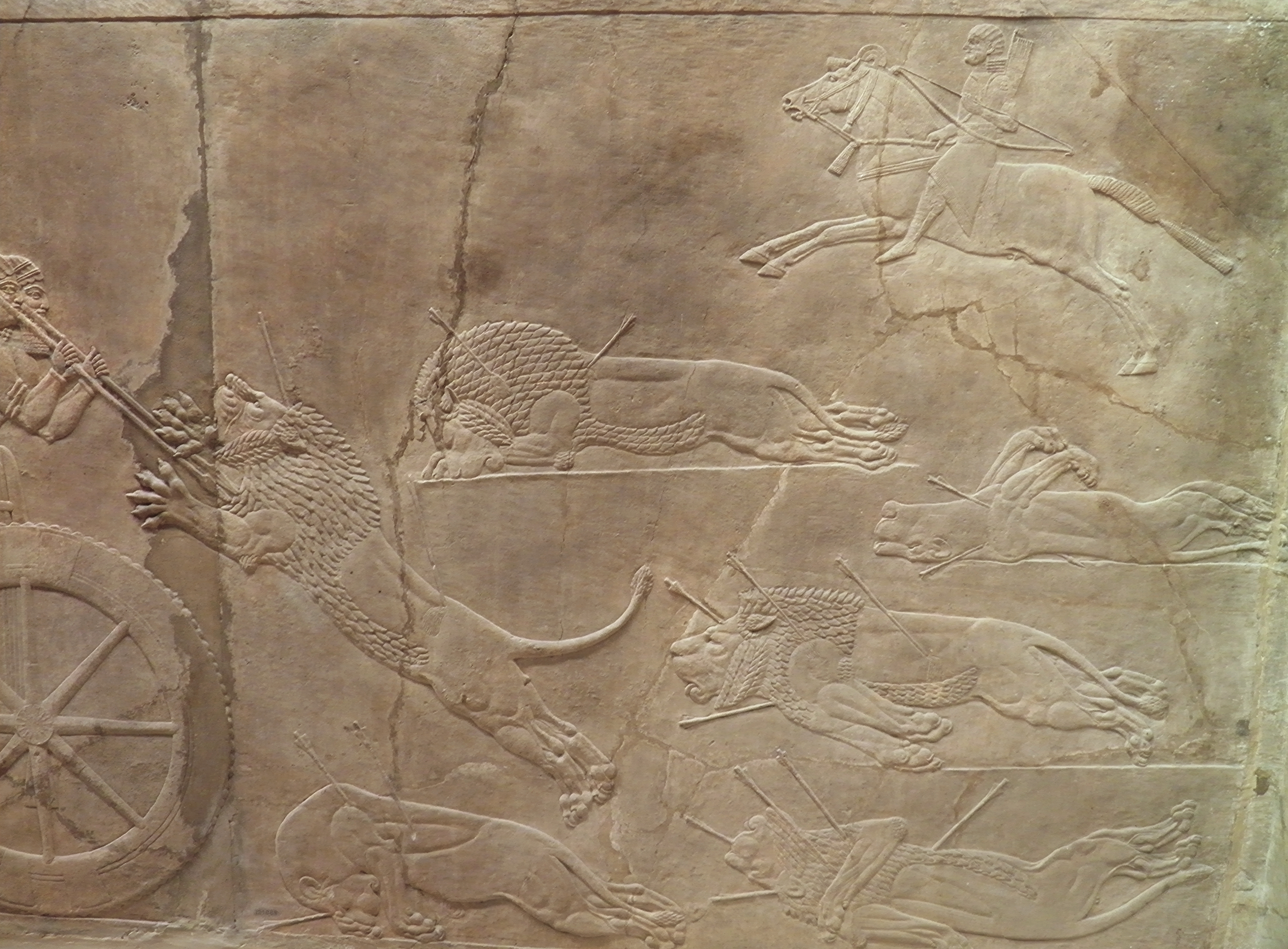
Leoni dietro il carro del re.
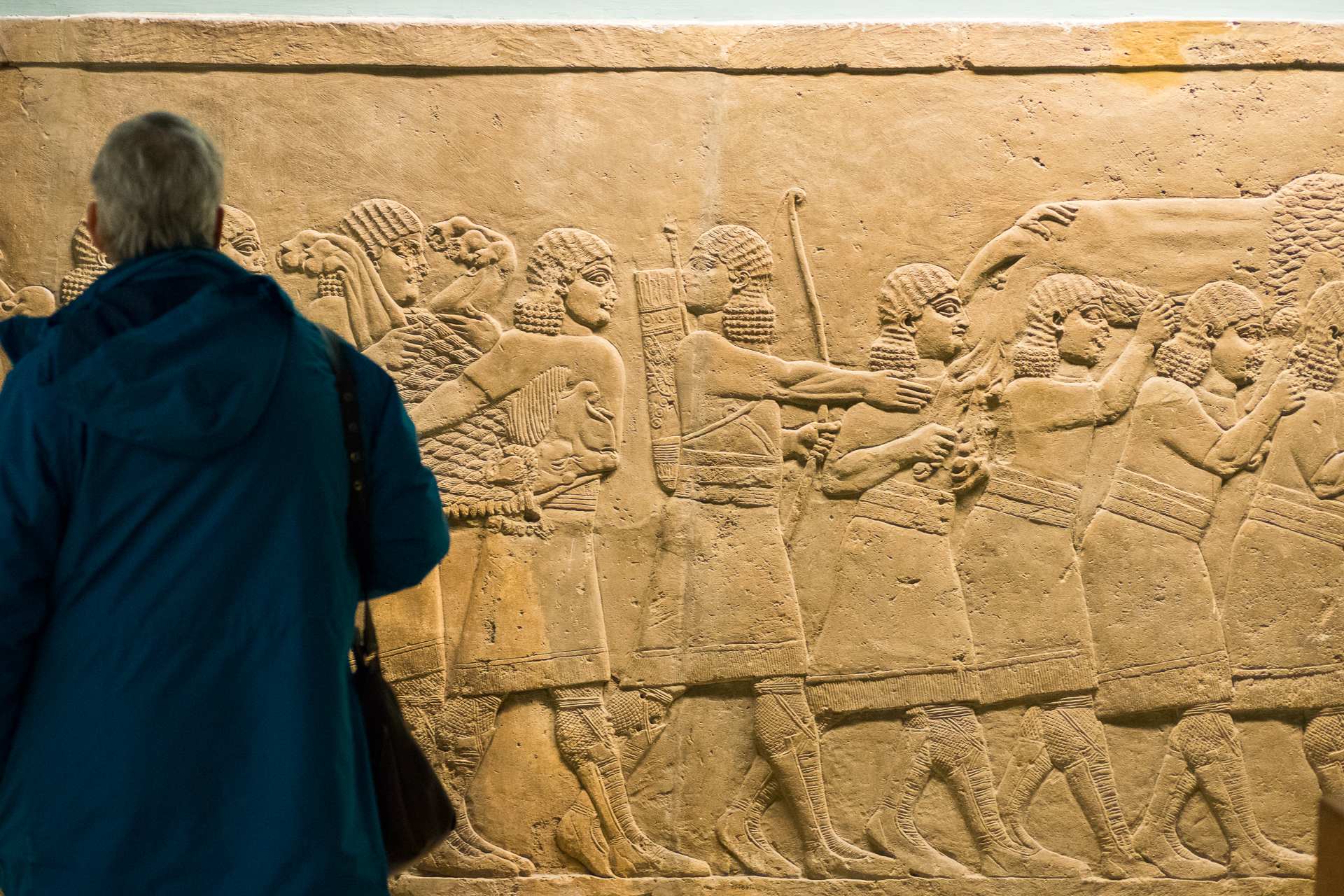
Cacciatori portano via i leoni morti.
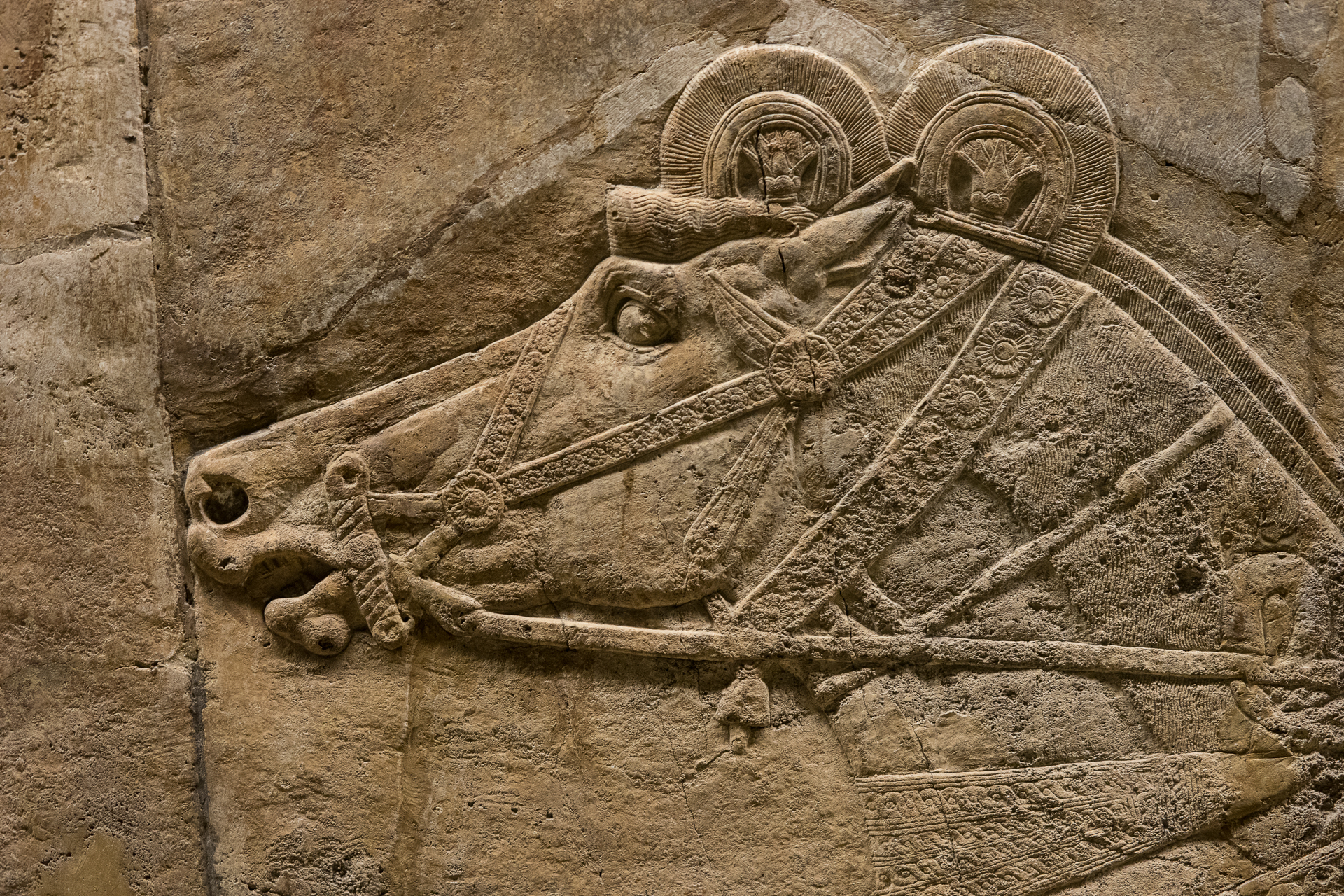
I cavalli del carro da guerra reale.
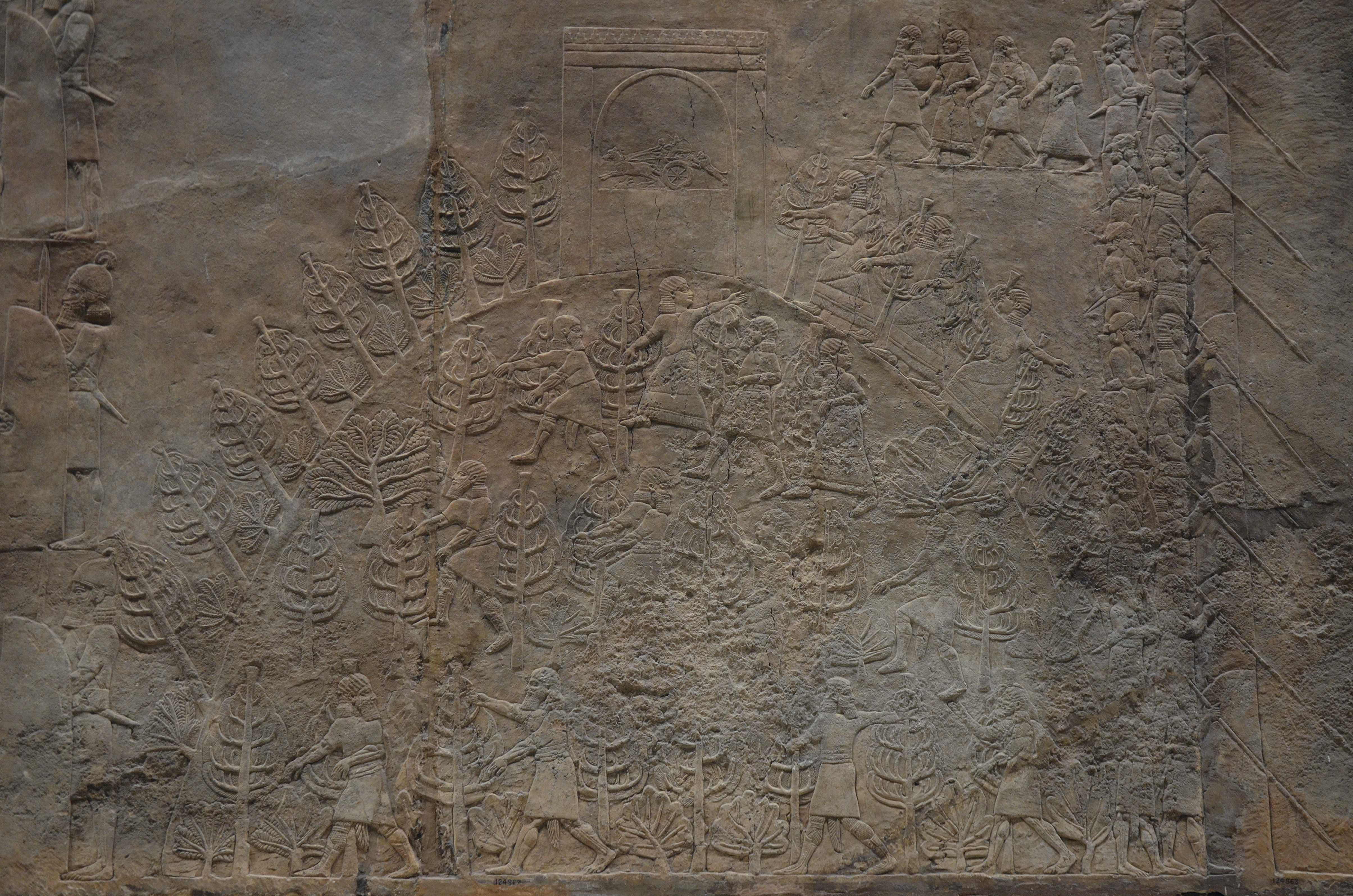
La collina boscosa, con il muro di scudi a destra.